# Auguste de Châtillon
Auguste de Châtillon (* 29. Januar 1808 in Paris; † 26. März 1881 ebenda) war ein französischer Bildhauer, Maler und Schriftsteller.
1831 konnte Châtillon mit 23 Jahren auf der großen Ausstellung des Pariser Salons als Maler debütieren. Dort auf ihn aufmerksam geworden, beauftragte ihn der Schriftsteller Gérard de Nerval seine Wohnung auszuschmücken; Prunkstück dabei wurde die Täfelung eines großen Salons.
Zwischen 1844 und 1851 hielt sich Châtillon in New Orleans (Louisiana) auf. Anschließend kehrte er nach Frankreich zurück und ließ sich wieder in Paris nieder. Ab dieser Zeit widmete sich Châtillon fast ausschließlich der Literatur. Durch die Freundschaft mit Théophile Gautier kam er auch mit vielen anderen Parnassiens in Kontakt. Mit seiner Anthologie „Chant et poésie“ konnte Châtillon 1855 erfolgreich als Schriftsteller debütieren. Gautier verfasste ein lobendes Vorwort dazu.
Doch weder in der Malerei noch in der Literatur konnte Châtillon seine anfänglichen Erfolge wiederholen. Verarmt und bereits zu Lebzeiten nahezu vergessen, starb Châtillon in sehr ärmlichen Verhältnissen acht Wochen nach seinem 73. Geburtstag in seiner Wohnung am Place Breda.

## Werke (Auswahl)
als Maler
- Léopoldine Hugo. 1836
- Le petit Ramoneur. 1832
- Théophile Gautier. 1839
- Victor Hugo et son fils Francois-Victor. 1836

als Autor
- A la grand'pinte. Poèsies. 1860
- Chant et poésie. 1855
- Les poésies. 1886

## Vertonungen
Benjamin Godard vertonte das Gedicht Chinoiserie im 2. Satz seiner Symphonie orientale, op. 84